# Blanco y negro en ajedrez

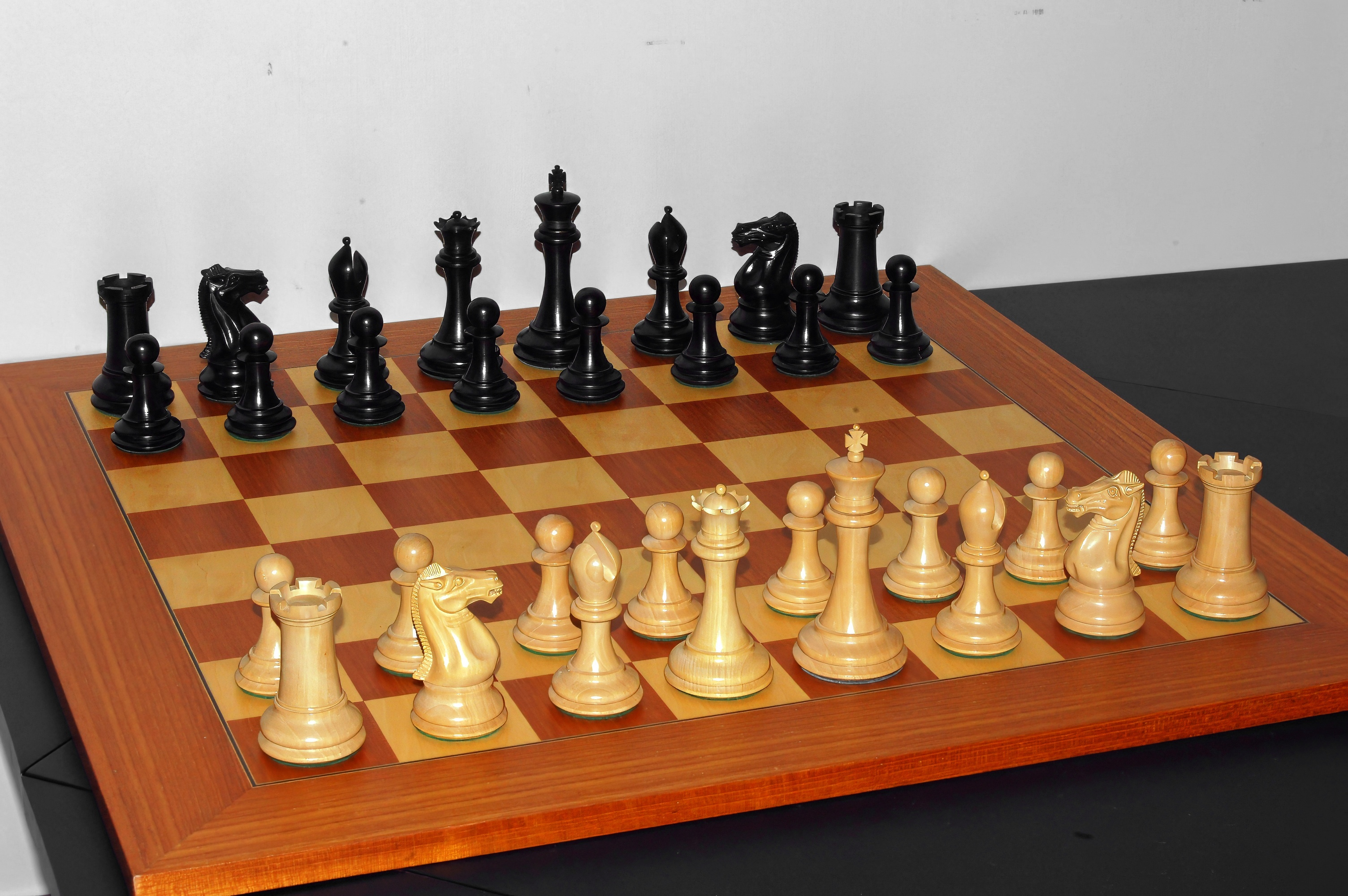
En este juego de ajedrez, las piezas blancas son de color bronceado.

En ajedrez, el jugador que mueve primero se llama blanco y el jugador que mueve segundo se llama negro. Sus piezas son las piezas blancas y las piezas negras, respectivamente. Son 16 piezas de cada color. Las piezas a menudo no son literalmente de estos colores, sino que suelen contrastar colores claros y oscuros.
Las 64 casillas del tablero de ajedrez, que están coloreadas en un patrón a cuadros, son las casillas blancas o claras y las casillas negras u oscuras; suelen también ser solo colores contrastantes. Por ejemplo, los cuadros de los tableros de vinilo pueden ser de color beige y verdes, mientras que los de los tableros de madera suelen ser de color marrón claro y marrón oscuro.

## Historia
Como observó el ajedrecista inglés Howard Staunton: «En las primeras épocas del ajedrez, el tablero estaba simplemente dividido en sesenta y cuatro casillas, sin ninguna diferencia de color». El color de los cuadrados fue una innovación europea, introducida en el siglo XIII.

La convención de que las blancas tengan el primer movimiento es más reciente. François-André Danican Philidor, en la edición original de 1749 de su tratado Análisis del juego del Ajedrez, citó una partida en la que las negras movían primero. Johann Horny, en un libro publicado en Alemania en 1824, escribió que las negras mueven primero. Phillip Sergeant escribió en su libro Una historia del ajedrez británico sobre Alexander McDonnell, recordado hoy por su serie de partidas con La Bourdonnais:
Prefería tener negras, tanto como primer jugador como segundo... Esta era una moda común en su época, que persistió entre un gran número de jugadores, como lo demuestra un estudio del Chess Players' Chronicle y otras revistas.
Algunas fuentes señalan que en la Partida Inmortal, Anderssen tenía las piezas negras, pero movió primero. También tomó las piezas negras, pero movió primero en el sexto, octavo y décimo juego de su famoso encuentro de 1858 contra Paul Morphy. Cada una de esas partidas comenzó con 1.a3 e5 2.c4, cuando Anderssen estaba jugando efectivamente la Defensa Siciliana con un tempo extra.
Incluso a mediados y fines del siglo XIX, la práctica de que las blancas avanzaran primero aún no se había vuelto estándar. El arte de jugar al ajedrez: un nuevo tratado sobre el juego de ajedrez (4.ª edición, 1846), escrito por George Walker, estableció las reglas del St George's Chess Club de Londres en junio de 1841. La «Ley III» preveía que el jugador que movía primero tenía la elección del color; si los jugadores jugaban más partidas a la vez, el primer movimiento se alternaría, pero cada jugador seguiría jugando con el mismo color que en la primera partida. Staunton observó en 1871 que «muchos jugadores todavía cultivan la tonta costumbre de jugar exclusivamente con un color».
El 19 de octubre de 1857, el Sr. Perrin, secretario del Club de Ajedrez de Nueva York, informó a los reunidos en el Primer Congreso de Ajedrez de los Estados Unidos que había recibido una carta del maestro de ajedrez Johann Löwenthal, «sugiriendo la conveniencia de dar siempre el primer movimiento en las partidas públicas al jugador de las piezas blancas». También escribió que los clubes de ajedrez de Londres habían adoptado una nueva regla según la cual las blancas siempre mueven primero. El club no siguió el consejo de Löwenthal, ya que en su partido del año siguiente contra su homólogo de Filadelfia, este último jugó con blancas en los dos juegos, pero únicamente realizó la primera juagada en el segundo juego.

El historiador de ajedrez Robert John McCrary ha mencionado que la regla más antigua que ha encontrado, acerca de que las blancas deben ejecutar el primer movimiento del juego, es la Regla 9, que aparece en la página 126 del libro de torneos de Nueva York de 1880, y que especifica: «En cada ronda, los jugadores tendrán la primera jugada alternativamente; en la primera partida, se determinará por sorteo. Quien tenga la primera jugada, en todos los casos, jugará con las piezas blancas». McCrary observa lo siguiente:
Antes de eso, con el paso de los años se había vuelto convencional que las blancas movieran primero en los análisis publicados, y alrededor de 1862 que las blancas movieran primero en todas las partidas publicadas. Pero era evidente que en muchos casos los jugadores podían elegir las negras cuando tenían el primer movimiento, incluso si el marcador de partida publicado indicaba que las blancas habían movido primero.
Tres años después del ejemplo citado por McCrary, el «Código Internacional Revisado de Ajedrez» emitido en el torneo de Londres de 1883 dispuso en la Regla 2 que el jugador que ganara por sorteo el derecho a mover primero tenía la elección del color.
En 1889, Wilhelm Steinitz, el primer Campeón Mundial oficial de Ajedrez, escribió que «En todos los torneos y partidas de ajedrez internacionales y públicos... la regla es que el primer jugador tenga a los hombres blancos». Emanuel Lasker, el segundo Campeón Mundial oficial, afirmó en el Manual de ajedrez de Lasker de 1927 que «las blancas hacen el primer movimiento».

## Ventaja del primer movimiento
Ha existido un debate entre los ajedrecistas desde por lo menos el siglo XVIII sobre si el primer movimiento otorga a las blancas una ventaja significativa. El análisis estadístico muestra que las blancas obtienen puntuaciones entre el 52 y el 56 por ciento en la mayoría de los niveles de juego, y que esta ventaja de las blancas aumenta a medida que mejora el nivel de juego.